# Decabobo
Decabobo es un barangay (barrio) del municipio filipino de Corón, perteneciente a la provincia de Palawan, en MIMAROPA. Según el censo de 2020, tiene una población de 1181 habitantes.

## Geografía
Este barrio se encuentra en la isla Busuanga, la más grande de las islas Calamianes, donde se encuentra el ayuntamiento del municipio. Situado a medio camino entre las islas de Mindoro (San José) y de Palawan (Puerto Princesa), con el Mar de la China Meridional a poniente y el mar de Joló a levante. Al sur de la isla están las otras dos islas principales del archipiélago: Culión y Corón.
Su término linda al norte con el barangay de Malawig, en el estrecho de Mindoro, bahía de Minangas, cerrada por la isla Sinul; al sur con el barrio de San Nicolás; al este con el barrio de Buenavista; y al oeste con la bahía de Canibong.
Su término comprende las islas de Cabilauán, Dicapadiac (Dicapaján) Dimalanta, Dicamaligán, Lawi, y Jatuy, así como los sitios de Decabobo, Lukib y Malawig, este último en la isla Cabilauán.